# بني وهيب (القفر)

تعديل مصدري - تعديل

بني وهيب محلة تابعة لقرية صيحان، التابعة لعزلة بني عمر العالي بمديرية القفر إحدى مديريات محافظة إب في الجمهورية اليمنية، بلغ تعداد سكانها 137 حسب تعداد اليمن لعام 2004.